# François-Joseph Bordewie
Pas d'image ? Cliquez ici

a Compétitions nationales et continentales officielles uniquement.

Dernière mise à jour le 9 décembre 2022.
François Bordewie, né le 20 juillet 1993 à Ajaccio, est un joueur français de rugby à XV, évoluant au poste de pilier.

## Biographie
François Bordewie naît à Ajaccio, et grandit dans le village d'Orto. À 11 ans, il débute le rugby au sein du RC ajaccien. En 2008, il quitte la Corse pour continuer le rugby, et rejoint le RC Toulon. Il intègre les sélections cadets Côte d'Azur et juniors Provence-Alpes-Côte d'Azur, tout en étant membre du pôle espoir de Hyères. 
Membre de l'académie du RC Toulon, il a l'occasion de disputer un match de Top 14 en 2014 face au Castres olympique. Toulon doit en effet faire face à un grand nombre de joueurs indisponibles, et joue à Castres avec une équipe très jeune. 
Malgré son apparition en Top 14, il n'est pas conservé dans l'effectif professionnel. Prévenu dès janvier, il signe un pré-contrat avec l'US La Seyne. Finalement, Christian Gajan, manager de l'US Carcassonne, le convainc de rejoindre le centre de formation du club. Proche de l'entraîneur des avants du club, Mathieu Cidre, il finit par petit à petit s'imposer dans le groupe professionnel qui évolue en Pro D2 et dispute cinq rencontres,. À la fin de la saison, il signe un contrat professionnel de deux ans en faveur de Carcassonne. Dès la saison suivante il obtient un temps de jeu conséquent, mais est en difficulté l'année suivante.
Il rebondit alors à un niveau inférieur, rejoignant l'US bressane en Fédérale 1. Las, il se blesse, et ne peut reprendre l'entraînement qu'en janvier 2019. Il ne participe néanmoins à aucune rencontre cette saison-là, mais est tout de même prolongé par son club. Il retrouve alors du temps de jeu, et est notamment titulaire lors de la finale victorieuse de Nationale en 2021. Bien que disputant douze rencontres de Pro D2 en 2021-2022, il n'est pas conservé par le club en fin de saison. Il rebondit alors au Stade métropolitain

## Palmarès
- Nationale 2021

## Statistiques
| 2014-2015 | RC Toulon      | 1  | 0  |
| 2015-2016 | US Carcassonne | 5  | 0  |
| 2016-2017 | US Carcassonne | 20 | 10 |
| 2017-2018 | US Carcassonne | 4  | 0  |
| 2018-2019 | US bressane    | 0  | 0  |
| 2019-2020 | US bressane    | 9  | 0  |
| 2020-2021 | US bressane    | 11 | 5  |
| 2021-2022 | US bressane    | 12 | 0  |
| 2014-2022 | Total          | 62 | 15 |